# 冯和法
冯和法（1910年—1997年），笔名冯静远，浙江鄞县人，生于上海，中国社会学家、农业经济学家，中华全国工商业联合会执行委员会原常务委员，第四、五、六、七届全国政协委员。